# レイク・ウォビゴン効果
レイク・ウォビゴン効果（レイク・ウォビゴンこうか、英: The Lake Wobegon effect）とは、心理学で「自分は他の人と比べると、平均以上である」と自己評価を過大に捉えるという基本的な帰属の錯誤を生み出す認知バイアスのことである。また転じて、意識調査などで対象者のほぼ全員が「自分が平均以上」という意識を持つというような、事実と矛盾する状況あるいは空想上の桃源郷をも意味する。

## 概要
この効果はアメリカの作家ギャリソン・キーラの作品「レイク・ウォビゴンの人々」に登場するレイク・ウォビゴンという町についての記述もしくはプレーリー・ホーム・コンパニオンというラジオ番組に登場する架空の村に由来しており、アメリカのホープ大学の心理学者であるディビット・マイヤーズによって命名された。

## 例
日常的には「自分は事故に遭わない」「いつでも禁煙・喫煙することができる」「自分は酒に酔わない」など、自分だけにはある状況が当てはまらないと客観的な根拠もなくいうことが当てはまる。